# ناتیاس نویترت
ناتیاس نویترت (انگلیسی: Natias Neutert؛ زادهٔ ۲۴ فوریهٔ ۱۹۴۷) هنرمند، نویسنده، شاعر و مترجم اهل کشور آلمان است.
از فیلم‌ها یا برنامه‌های تلویزیونی که وی در آن نقش داشته‌است می‌توان به دهه پنجاه وحشی اشاره کرد.